# El jaguar
El jaguar (títol original: Le Jaguar) és una pel·lícula francesa dirigida per Francis Veber, estrenada l'any 1996. Ha estat doblada al català.
Aquest film és de vegades considerat com un remake d'un altre film de Francis Veber: La Cabra.

## Argument
Wanù, un cap indi de l'Amazonia és rebut a París amb la finalitat de promoure la preservació de la bosc amazònic. A l'hotel de Crillon on s'allotja amb Jean Campana, el seu intèrpret, el cap indi coneix François Perrin, un jugador de pòquer carregat de deutes de joc, que acaba de manllevar diners a una amiga. Un vincle es crea entre els dos homes, amb gran incomprensió de Perrin que no hi creu gens, fins i tot menysprea els ritus indis.
L'endemà, Wanù cau greument malalt. Persuadit que Perrin és l'elegit que investiga des de fa molt de temps, li demana anar a l'Amazonia per buscar la seva ànima que li ha amagat Kumaré, el malson de les tribus índies que s'ha proposat destruir. Perrin hi veu sobretot l'ocasió somiada d'escapar als seus creditors. Fa que accepta la missió.
Campana, que no comprèn per què Wanù ha escollit un home tan altiu i de tan poca fe com Perrin, compta malgrat tot dur a terme la seva missió, per grat o per força. Quan veu Campana treure's fàcilment de sobre els dos sicaris enviats pels seus creditors, Perrin s'adona que l'intèrpret no és un qualsevol i que no podrà escapar-se fàcilment. Aleshores li confien un collaret de cristall que es considera que protegeix la seva ànima i la fortifica, ja que ara està lligada a Wanù.
Arribat a lloc, continua sent fluix i menyspreant. Després d'una lleugera disputa amb el seu company de fortuna que li ha confiscat el seu passaport i una bona part dels seus diners, Perrin va a fer una volta per la ciutat per beure i buscar un mitjà d'escapar-se.
En un bar, mentre conversa amb un compatriota, Kumaré entra, acompanyat d'una bonica jove, Maya. Kumaré veu el seu collaret i envia un dels seus homes a reclamar-ho a Perrin, rebutja donar-lo. Té lloc una lluita i desperta en Perrin el Jaguar, una gran força física i mental que habita Wanù, desenvolupant la seva força i els seus reflexos, que l'envaeix en situacions perilloses i quan porta el collaret.
Després d'haver posat fora de combat els homes de Kumaré, Maya, que sembla lligada a ell, el porta a una església amb la finalitat de protegir-lo i de prevenir Campana. Ara lligada als dos homes, i acorralada també per Kumaré que no compta aturar-se allà, emprèn amb ells el viatge fins al poble de Wanù, a través del perillós bosc amazònic.

## Repartiment
- Patrick Bruel: François Perrin
- Jean Reno: Jean Campana
- Harrison Lowe: Wanù, xaman de l'Amazonia
- Patricia Velásquez: Maya
- Danny Trejo: Kumare
- Alexandra Vandernoot: Anna
- Roland Blanche: Moulin
- François Perrot: Matecamu
- Francis Lemaire: Stevens
- Gil Birmingham: guardaespatlles de Kumare
- Christian Bouillette: Juillet
- Luc Thuillier: sicari de Matecamu
- Pierre Martot: sicari de Matecamu
- Christian Pereira: conserge de Crillon
- Edgar Givry: el metge
- Michel Caccia: l'home dels lavabos
- Emmanuel Courcol
- Gregory Norman Cruz
- Gérard Dauzat
- Richard L. Duran
- Manuel Ferreira
- Lisandro Jiménez
- Valérie Labro
- Pierre-Alain Leleu
- Jacqueline Noëlle

## Al voltant de la pel·lícula
- Després de la Cabra (1981), rodat a Mèxic, el director Francis Veber troba la jungla americana, aquesta vegada al Brasil i a l'Amazonia, però els actors han canviat: Jean Reno reemplaça Gérard Depardieu al paper del sòlid Campana, mentre que Patrick Bruel reemplaça Pierre Richard en el de Perrin.
- Francis Veber ha estat inspirat en la visita a França del cap indi Raoni Metuktire.
- Patrick Bruel, en el rodatge, descobreix el grup Carrapicho i la cançó Tic, Tic Tac. El títol ha esdevingut cançó de l'estiu 1996.
- Crítica "Manté l'atenció"[4]